# Rastislau I de la Gran Moràvia
Rastislav I fou un príncep de la Gran Moràvia (Gran Moràvia, segle ix - Baviera, Alemanya, 870). Va fer evangelitzar els seus dominis, cridant per a això els germans Ciril i Metodi. És venerat com a sant per l'Església Ortodoxa.

## Biografia
Després de 846, Lluís el Germànic el nomena successor de Mojmír I. Per deslliurar-se de la tutela de l'emperador, es converteix al cristianisme. En 855 porta el seu exèrcit fins al riu Tisza, a la frontera amb l'Imperi Búlgar, per estendre el seu domini. Per aconseguir l'evangelització del seu poble, s'alia amb l'Imperi Romà d'Orient. Invita llavors els monjos Ciril i Metodi, en 863, perquè se n'encarreguin. La Bíblia i els llibres litúrgics es tradueixen llavors a l'eslau, escrivint-les amb escriptura glagolítica, inventada pels dos monjos. La conversió tingué èxit.
Rastislav fou derrocat pel seu nebot Svatopluk I, que el deixà cec i el condemnà a mort; morí a Baviera el 870.

## Veneració
Pel seu paper en la cristianització de l'Europa Oriental, fou canonitzat el 1994 per l'Església Ortodoxa de Txèquia i Eslovàquia.